# شوا کورپوریشن
شوا کورپوریشن (انگلیسی: Showa Corporation) شرکت خودروسازی ژاپنی است، که در سال ۱۹۳۸ تأسیس شد.